# 49e Primetime Emmy Awards
De 49e Primetime Emmy Awards, waarbij prijzen werden uitgereikt in verschillende categorieën voor de beste Amerikaanse televisieprogramma's die in primetime werden uitgezonden tijdens het televisieseizoen 1996-1997, vond plaats op 14 september 1997 in het Pasadena Conference Center in Pasadena, Californië.

## Winnaars en nominaties - televisieprogramma's
(De winnaars staan bovenaan in vet lettertype.)

#### Dramaserie
(Outstanding Drama Series)
- Law & Order
  - Chicago Hope
  - The X-Files
  - ER
  - NYPD Blue

#### Komische serie
(Outstanding Comedy Series)
- Frasier
  - 3rd Rock from the Sun
  - Seinfeld
  - Mad About You
  - The Larry Sanders Show

#### Miniserie
(Outstanding Mini Series)
- Prime Suspect 5: Errors of Judgement
  - The Odyssey
  - The Shining
  - The Last Don
  - In Cold Blood

#### Televisiefilm
(Outstanding Made for Television Movie)
- Miss Evers' Boys
  - If These Walls Could Talk
  - In the Gloaming
  - Bastard Out Of Carolina
  - Gotti

#### Varieté-, Muziek- of komische show
(Outstanding Variety, Music or Comedy Series)
- Tracey Takes On...
  - Late show with David Letterman
  - Politically Incorrect
  - The Tonight Show with Jay Leno
  - Dennis Miller Live

## Winnaars en nominaties - acteurs

### Hoofdrollen

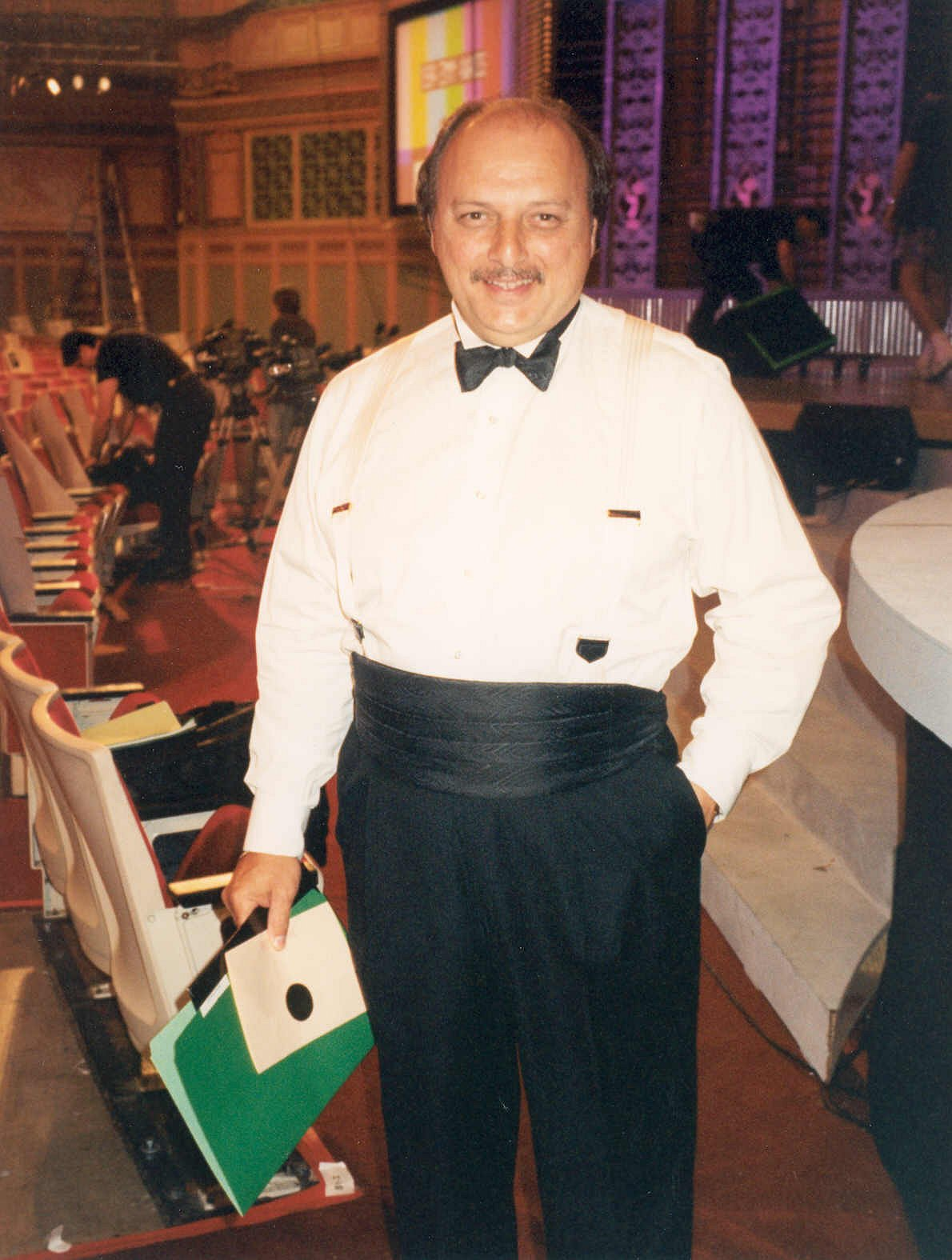
Dennis Franz (NYPD Blue), winnaar mannelijke hoofdrol in een dramaserie

#### Mannelijke hoofdrol in een dramaserie
(Outstanding Lead Actor in a Drama Series)
- Dennis Franz als Andy Sipowicz in NYPD Blue
  - Jimmy Smits als Bobby Simone in NYPD Blue
  - Sam Waterston als Jack McCoy in Law & Order
  - David Duchovny als Fox Mulder in The X-Files

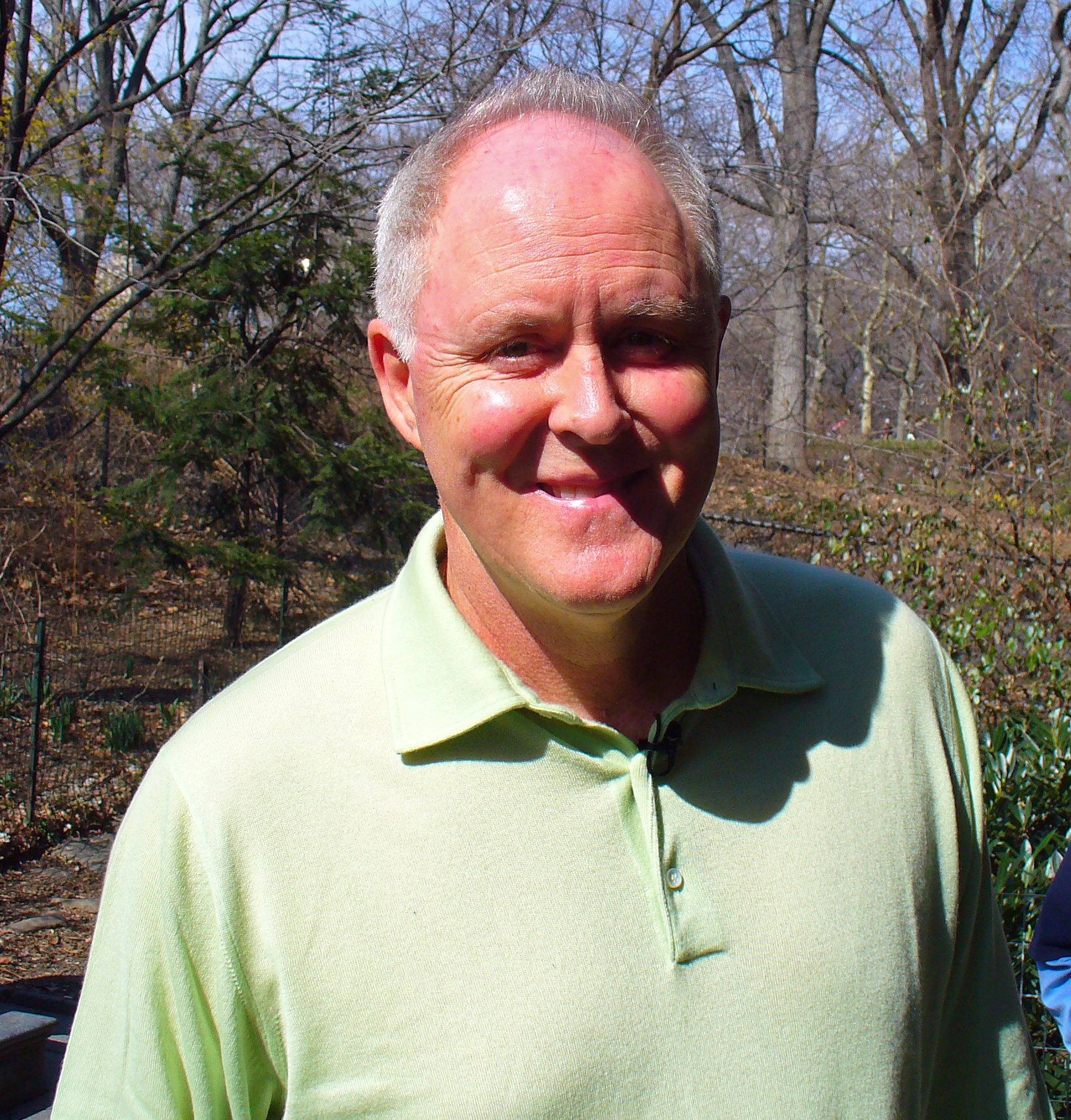
John Lithgow (3rd Rock From The Sun), winnaar mannelijke hoofdrol in een komische serie

#### Mannelijke hoofdrol in een komische serie
(Outstanding Lead Actor in a Comedy Series)
- John Lithgow als Dick Solomon in 3rd Rock From The Sun
  - Michael J. Fox als Mike Flaherty in Spin City
  - Kelsey Grammer als Dr. Frasier Crane in Frasier
  - Paul Reiser als Paul Buchman in Mad About You
  - Garry Shandling als Larry Sanders in The Larry Sanders Show

#### Mannelijke hoofdrol in een miniserie of televisiefilm
(Outstanding Lead Actor in a Miniseries or Movie)
- Armand Assante als John Gotti in Gotti
  - Beau Bridges als Bill Januson in Hidden in America
  - Robert Duvall als Adolf Eichmann in The Man Who Captured Eichmann
  - Sidney Poitier als Nelson Mandela in Mandela and De Klerk

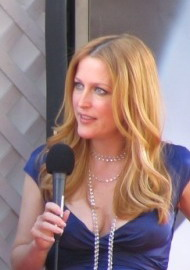
Gillian Anderson (The X-Files), winnaar vrouwelijke hoofdrol in een dramaserie

#### Vrouwelijke hoofdrol in een dramaserie
(Outstanding Lead Actress in a Drama Series)
- Gillian Anderson als Agent Dana Scully in The X-Files
  - Christine Lahti als Kate Austin in Chicago Hope
  - Julianna Margulies als Carol Hathaway in ER
  - Sherry Stringfield als Susan Lewis in ER
  - Roma Downey als Monica in Touched by an Angel

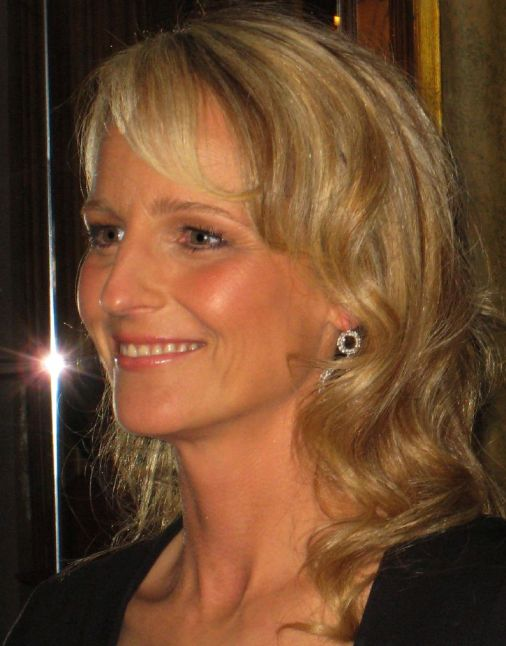
Helen Hunt (Mad About You), winnaar vrouwelijke hoofdrol in een komische serie

#### Vrouwelijke hoofdrol in een komische serie
(Outstanding Lead Actress in a Comedy Series)
- Helen Hunt als Jamie Buchman in Mad About You
  - Cybill Shepherd als Cybill Sheridan in Cybill
  - Patricia Richardson als Jill Taylor in Home Improvement
  - Fran Drescher als Fran Fine in The Nanny
  - Ellen DeGeneres als Ellen Morgan in Ellen

#### Vrouwelijke hoofdrol in een miniserie of televisiefilm
(Outstanding Lead Actress in a Miniseries or a Movie)
- Alfre Woodard als Eunice Evers in Miss Evers' Boys
  - Helen Mirren als Jane Tennison in Prime Suspect 5: Errors of Judgement
  - Stockard Channing als Barbara Whitney in An Unexpected Family
  - Glenn Close als Janet in In the Gloaming
  - Meryl Streep als Lori Reimuller in ...First Do No Harm

### Bijrollen

#### Mannelijke bijrol in een dramaserie
(Outstanding Supporting Actor in a Drama Series)
- Héctor Elizondo als Philip Watters in Chicago Hope
  - Noah Wyle als John Carter in ER
  - Adam Arkin als Aaron Shutt in Chicago Hope
  - Nicholas Turturro als James Martinez in NYPD Blue
  - Eriq La Salle als Peter Benton in ER

#### Mannelijke bijrol in een komische serie
(Outstanding Supporting Actor in a Comedy Series)
- Michael Richards als Cosmo Kramer in Seinfeld
  - Jason Alexander als George Costanza in Seinfeld
  - Rip Torn als Arthur in The Larry Sanders Show
  - Jeffrey Tambor als Hank Kingsley in The Larry Sanders Show
  - David Hyde Pierce als Niles Crane in Frasier

#### Mannelijke bijrol in een miniserie of televisiefilm
(Outstanding Supporting Actor in a Miniseries or Movie)
- Beau Bridges als Jim Farley in The Second Civil War
  - Michael Caine als F.W. de Klerk in Mandela and De Klerk
  - Ossie Davis als Mr. Evers in Miss Evers' Boys
  - Joe Mantegna als Pippi De Lena in The Last Don
  - Obba Babatundé als Willie Johnson in Miss Evers' Boys

#### Vrouwelijke bijrol in een dramaserie
(Outstanding Supporting Actress in a Drama Series)
- Kim Delaney als Diane Russell in NYPD Blue
  - Laura Innes als Kerry Weaver in ER
  - CCH Pounder als Angela Hicks in ER
  - Gloria Reuben als Jeanie Boulet in ER
  - Della Reese als Tess in Touched By An Angel

#### Vrouwelijke bijrol in een komische serie
(Outstanding Supporting Actress in a Comedy Series)
- Kristen Johnston als Sally Solomon in 3rd Rock From The Sun
  - Janeane Garofalo als Paula in The Larry Sanders Show
  - Julia Louis-Dreyfus als Elaine Benes in Seinfeld
  - Lisa Kudrow als Phoebe Buffay in Friends
  - Christine Baranski als Maryann Thorpe in Cybill

#### Vrouwelijke bijrol in een miniserie of televisiefilm
(Outstanding Supporting Actress in a Miniseries or Movie)
- Diana Rigg als Mrs. Danvers in Rebecca
  - Glenne Headly als Ruth in Bastard Out of Carolina
  - Frances McDormand als Gus in Hidden in America
  - Bridget Fonda als Anne in In the Gloaming
  - Kirstie Alley als Rose Marie in The Last Don

### Gastrollen

#### Mannelijke gastrol in een dramaserie
(Outstanding Guest Actor in a Drama Series)
- Pruitt Taylor Vince als Clifford Banks in Murder One
  - Alan Arkin als Zoltan Karpathein in Chicago Hope
  - William H. Macy als Dr. Morgenstern in ER
  - Ewan McGregor als Duncan Stewart in ER
  - Louis Gossett jr. als Anderson Walker in Touched by an Angel

#### Mannelijke gastrol in een komische serie
(Outstanding Guest Actor in a Comedy Series)
- Mel Brooks als Uncle Phil in Mad About You
  - James Earl Jones als Norman in Frasier
  - David Duchovny als David Duchovny in The Larry Sanders Show
  - Sid Caesar als Harold in Mad About You
  - Jerry Stiller als Frank Costanza in Seinfeld

#### Vrouwelijke gastrol in een dramaserie
(Outstanding Guest Actress in a Drama Series)
- Dianne Wiest als Lillian Hepworth in Road to Avonlea
  - Isabella Rossellini als Marina Gianni in Chicago Hope
  - Veronica Cartwright als Norma in ER
  - Anne Meara als Donna DiGrazi in Homicide: Life on the Street
  - Diane Ladd als Carolyn Sellers in Touched by an Angel

#### Vrouwelijke gastrol in een komische serie
(Outstanding Guest Actress in a Comedy Series)
- Carol Burnett als Teresa in Mad About You
  - Laura Dern als Susan Richmond in Ellen
  - Marsha Mason als Sherry in Frasier
  - Ellen DeGeneres als Ellen DeGeneres in The Larry Sanders Show
  - Betty White als Midge Haber in Suddenly Susan